# Cerimônia de abertura dos Jogos Olímpicos de Verão da Juventude de 2014
A Cerimónia de abertura dos Jogos Olímpicos de Verão da Juventude de 2014 começou às 20:00 (hora padrão chinesa, UTC+8) de 16 de Agosto de 2014 em Nanquim, China. Realizou-se no Estádio Olímpico de Nanquim. Iniciando-se com um espectáculo de fogo de artifício, o segmento inicial foi o desfile das bandeiras das delegações participantes,respeitando a ordem alfabética na língua francesa como pede o regulamento dos Jogos da Juventude. Estiveram envolvidos 4.000 artistas trajando 59  fantasias diferentes, 1.400 adereços e 3.800 atletas de 201 Comitês Olímpicos Nacionais. Os ensaios duraram seis meses. o tema central da Cerimônia de Abertura, era o slogan de Nanquim 2014: Partilha os Jogos, Partilha os nossos Sonhos.

## A Cerimônia

### Prelúdio e Parte 1
A cerimônia iniciou-se às 20:00 locais (UTC+8), com um espetáculo de fogos de artifício seguido da introdução do evento e do primeiro segmento após o hino nacional e o hasteamento da Bandeira da China que foi a Parada das Nações. A entrada das delegações seguiu a ordem alfabética da língua francesa que é uma das línguas oficiais do Comitê Olímpico Internacional e é acionada em casos de divergência linguística. A parada durou cerca de 45 minutos, abrindo com a Grécia para fechar com o anfitrião China. O protocolo se seguiu com os discursos presidente do Comitê Organizador das Olimpíadas de Nanquim 2014, Li Xueyong, o presidente do Comitê Olímpico Internacional, Thomas Bach que convidou o Presidente da China, Xi Jinping, a declarar os Jogos abertos, antes da entrada e hasteamento da Bandeira Olímpica. Depois foram foram feitos os juramentos de Atletas (pelo jogador de ténis de mesa Fang Zhendong), Árbitros (Zhou Qiurui) e Treinadores (Li Rongxiang), encerrando-se o segmento com a interpretação da música oficial dos JOJ 2014, Dreams Everlasting.

### Parte 2
A parte 2 teve início com a representação do atual momento da astronomia chinesa com um jovem a perseguir um sonho entrando no principal observatório do país, o Observatório da Montanha Púrpura, localizado a poucos quilômetros do Estádio e é considerado o principal do país. Foi assim que se iniciou o elemento Perseguição dos Sonhos, representativo da "juventude e vigor" mostrados em projeções em 3D no alto do estádio. A cultura chinesa não foi esquecida,com referências claras a porcelana, a era do bronze (400 escudos desse material) e as duas fases da Rota da Seda (terrestre e marítima). Esta permitia o transporte produtos para a Europa, usando o seu poder para desenvolver e ter o primeiro contato do Ocidente com a cultura chinesa. O navegador Zhang He liderou uma das maiores frotas náuticas da história há 600 anos e foi representado por meio de 41 barcos. Em uma cerimônia que fazia referências ao passado, presente e futuro, surgiram também figuras luminosas num circulo elevatório, representando a luminosidade da juventude para o futuro. Várias pessoas vestidas de verde foram iluminadas pelo telescópio, enquanto jovens cantaram Vision of the Future, sobre os seus sonhos para o futuro além do seu amor pela China e os seus desejos para o futuro. O ponto alto da cerimônia foi a última meia hora do espetáculo, quando 100 trapezistas da Escola de Artes Marciais Songshan Shaolin Tagou apresentaram várias formações suspensos por um guindaste simbolizando a Torre do Futuro.

### Capítulo 3
A última parte representou o momento de cumprimento de sonhos dos jovens, iniciando-se com cinco pianistas tocaram pianos coloridos com as diferentes cores dos Anéis olímpicos, representando os cinco continentes interagindo com uma projeção no chão. A canção interpretada foi Symphony of Love, ao mesmo tempo que eram mostradas imagens áreas da Terra simbolizando um Sonho Global. Neste segmento, surgiu a etiqueta YOG DNA no solo do estádio, e cerca de 1.000 jovens representando os cinco continentes juntaram-se numa dança com as suas cores a transformarem-se nas dos anéis olímpicos. O mascote das Olimpíadas da Juventude de 2014, Lele, apareceu abrindo o caminho para os portadores da Tocha, ao mesmo tempo que explodiam fogos de artifício e sessenta casais se apresentavam.
Foram seis campeões olímpicos da China,os últimos portadores da tocha olímpica Zhang Jike (Ténis de mesa), Lin Dan (Badminton), Chen Ding (Marcha atlética), Zhou Yang (Patinação de velocidade em pista curta), Wu Jingyu (Taekwondo) e Chen Ruolin (Saltos ornamentais) . Enquanto,a última perna do revezamento era realiza, os figurantes se reuniram em volta do telescópio e cantaram Chinese Card. A última portadora Chen Ruolin, que é bicampeã olímpica nos Saltos Ornamentais e natural da província de Jiangsu, teve a honra de acender a pira olímpica com a ignição de fogos de artifício, disparando os para a pira olímpica. A cerimônia terminou com a interpretação do tema ofiical musical dos Jogos Light-up the Future.